# Ligia litigiosa
Ligia litigiosa är en kräftdjursart som beskrevs av Wahrberg1922. Ligia litigiosa ingår i släktet Ligia och familjen gisselgråsuggor. Inga underarter finns listade i Catalogue of Life.